# 莫切河
莫切河（西班牙語：Río Moche）是秘魯的河流，位於該國北部，由拉利伯塔德大區負責管轄，河道全長102公里，流域面積2,708平方公里，發源自安第斯山脈，最終注入太平洋。

## 外部連結
- Moche river near the Pacific ocean (wikimapia)（页面存档备份，存于）
- San Jose Festival